# 中子镇
中子镇，是中华人民共和国四川省广元市朝天区下辖的一个乡镇级行政单位。2019年12月，撤销转斗镇，将原转斗镇和原宣河镇宣河村、潜溪村、清泉村、白钟村、旭光村、竹坝村所属行政区域划归中子镇管辖。调整后，中子镇辖中子铺社区、五里村、庙梁村、枣树村、印坪村、高车村、柏树村、南垭村、小屯村、中合村和原宣河镇竹坝村、清泉村、宣河村、潜溪村、旭光村、白钟村及原转斗镇所属行政区域，中子镇人民政府驻市场街85号。

## 行政区划
中子镇下辖以下地区：
中子镇社区、五里村、庙梁村、枣树村、印坪村、高车村、柏树村、南垭村、小屯村、中合村和尧坪村。